# EnergieVision
EnergieVision e. V. ist ein gemeinnütziger Verein mit Sitz in Freiburg im Breisgau. Er wurde im Juli 2000 von der Umweltstiftung WWF Deutschland, der  Verbraucherzentrale Nordrhein-Westfalen und dem Öko-Institut e. V. gegründet. Satzungsgemäß verfolgt er das Ziel, den Verbraucher- und den Umweltschutz sowie die Markttransparenz in der Energiewirtschaft zu fördern.  Der Verein vergibt das Ökostrom-Gütesiegel ok-power und betreibt einen Strom-Tarifrechner.
Die operative Durchführung der Zertifizierung sowie den Betrieb der „Geschäftsstelle“ des ok-power Siegels werden seit 2016 vom Hamburg Institut wahrgenommen.

## Der Verein EnergieVision

### Mitglieder
Dem eingetragenen Verein EnergieVision gehörten im Jahr 2016 als verbandliche Mitglieder folgende
Organisationen an:
- Öko-Institut – Institut für angewandte Ökologie e. V.

Die Verbraucherzentrale NRW e. V. beendete Ende 2015 ihre Mitgliedschaft. Der Tätigkeitsbericht 2015 schreibt, dass sie "zukünftig stärker als „unabhängiger Marktwächter“ fungieren zu wolle, ohne durch eine Mitgliedschaft in einem Zertifizierungsorgan direkt Position zu beziehen." Dafür trat im Januar 2016 die gemeinnützige HIR Hamburg Institut Research gGmbH (Hamburg Institut) als Mitglied der Trägerschaft bei.
Das Hamburg Institut übernahm 2016 die operative Durchführung der Zertifizierung sowie den Betrieb der Geschäftsstelle des ok-power Siegels.

### Umsatz
Der Jahresbericht weist 2021 Einnahmen von etwas mehr als 0,4 Mio. Euro aus. Die Einkommen stammen hauptsächlich aus Zertifizierungserlösen.

## Produktsiegel ok-power

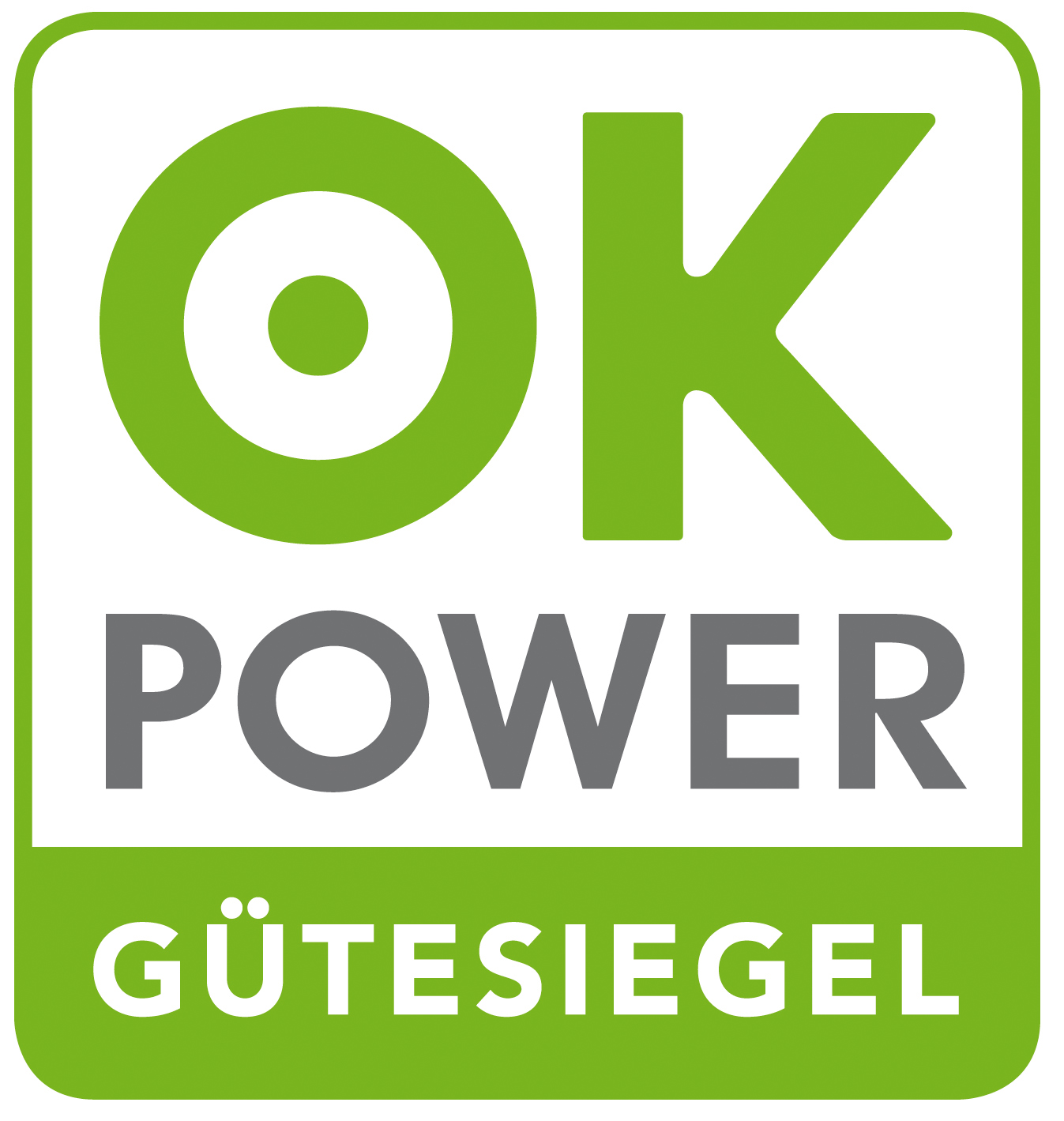
Das ok-power-Siegel

Der Verein vergibt das Stromsiegel ok-power, mit dem Ökostrom-Angebote zertifiziert werden. Ziel der Siegelvergabe ist es, nicht nur regenerativen Strom aus bestehenden Stromquellen, welche ökologische Zusatzanforderungen erfüllen, zu kennzeichnen, sondern vor allem einen zusätzlichen Ausbau der regenerativen Energieerzeugung zu erreichen. Laut Tätigkeitsbericht 2021 sind 38 Ökostromprodukte von 35 Anbietern und 41 Vertriebspartnern mit dem ok-power-Siegel ausgezeichnet. 2022 beträgt das Zertifizierungsvolumen voraussichtlich 3,9 TWh. Die Verbraucherzentrale nennt das ok-power-Siegel als eines von drei empfehlenswerten Ökostrom-Gütesiegeln neben dem Grüner Strom Label der Umweltverbände und der EcoTopTen-Liste des Öko-Instituts.

### Zertifizierungskriterien
Die Zertifizierung mit dem ok-power-Siegel erfolgt über ein Prüfverfahren durch unabhängige Gutachter. Darin muss der Stromanbieter belegen, dass er die erforderlichen Kriterien erfüllt. Die Einhaltung der Kriterien wird jährlich geprüft.
Die Kriterien für die Vergabe des ok-power-Siegels werden vom Kriterienbeirat des EnergieVision e. V., bestehend aus Energiewende-Experten verschiedener Einrichtungen und Institute, festgelegt und jährlich auf aktuelle Marktbedingungen und Gesetzesänderungen hin geprüft. In der aktuellen Version des Kriterienkatalogs von Januar 2020 beinhaltet die Zertifizierung Pflichtkriterien und Wahlpflichtkriterien.

### Kritik

#### Unternehmensverflechtungen
Bis 2016 bewertete das ok-power-Siegel die Herkunft und ökologische Eigenschaft des zertifizierten Stromprodukts, nicht jedoch die Geschäftspolitik des Unternehmens, das dieses Produkt vertreibt. Daher enthielt das ok-power-Siegel auch keine Einschränkungen für den Betrieb von Kernkraftwerken oder den Einsatz fossiler Brennstoffe durch die Stromlieferanten oder deren Anteilseigner.
Dies änderte sich zum 1. Januar 2016 im Zuge der grundlegenden Überarbeitung der Zertifizierungskriterien. Seitdem dürfen zertifizierte Ökostromanbieter nicht unmittelbar oder mittelbar (z. B. über Tochterunternehmen) an Atomkraft-, Braunkohle- oder neuen Steinkohlekraftwerken beteiligt sein. Ebenfalls darf ein Atom- oder Kohlekraftwerkbetreiber nur maximal 50 % des Ökostromanbieters besitzen. Da ok-power ein Produktsiegel ist, kann es in der Praxis allerdings vorkommen, dass Anbieter neben ok-power-zertifizierten Ökostromprodukten auch konventionelle Stromangebote im Portfolio haben, in denen sie z. B. Atomstrom gemäß dem bundesdeutschen Mix in der Stromkennzeichnung ausweisen.

### Zertifizierte Strommenge
Das Volumen des ok-power zertifizierten Stromes über die Zeit:
| ok-power-zertifizierte Strommenge über die Zeit          | ok-power-zertifizierte Strommenge über die Zeit | ok-power-zertifizierte Strommenge über die Zeit | ok-power-zertifizierte Strommenge über die Zeit | ok-power-zertifizierte Strommenge über die Zeit |
| -------------------------------------------------------- | ----------------------------------------------- | ----------------------------------------------- | ----------------------------------------------- | ----------------------------------------------- |
| Jahr                                                     |                                                 |                                                 |                                                 | TWh                                             |
| 2002                                                     | 2002                                            |                                                 | 0,1                                             | 0,1                                             |
| 2003                                                     | 2003                                            |                                                 | 0,3                                             | 0,3                                             |
| 2004                                                     | 2004                                            |                                                 | 0,5                                             | 0,5                                             |
| 2005                                                     | 2005                                            |                                                 | 0,6                                             | 0,6                                             |
| 2006                                                     | 2006                                            |                                                 | 0,6                                             | 0,6                                             |
| 2007                                                     | 2007                                            |                                                 | 1,0                                             | 1,0                                             |
| 2008                                                     | 2008                                            |                                                 | 3,2                                             | 3,2                                             |
| 2009                                                     | 2009                                            |                                                 | 3,9                                             | 3,9                                             |
| 2010                                                     | 2010                                            |                                                 | 4,3                                             | 4,3                                             |
| 2011                                                     | 2011                                            |                                                 | 5                                               | 5                                               |
| 2012                                                     | 2012                                            |                                                 | 6,3                                             | 6,3                                             |
| 2013                                                     | 2013                                            |                                                 | 6,6                                             | 6,6                                             |
| 2014                                                     | 2014                                            |                                                 | 6,3                                             | 6,3                                             |
| 2015                                                     | 2015                                            |                                                 | 3,9                                             | 3,9                                             |
| 2016                                                     | 2016                                            |                                                 | 3,8                                             | 3,8                                             |
| 2017                                                     | 2017                                            |                                                 | 3,4                                             | 3,4                                             |
| 2018                                                     | 2018                                            |                                                 | 3,5                                             | 3,5                                             |
| 2019                                                     | 2019                                            |                                                 | 4,4                                             | 4,4                                             |
| 2020                                                     | 2020                                            |                                                 | 3,6                                             | 3,6                                             |
| 2021                                                     | 2021                                            |                                                 | 3,9                                             | 3,9                                             |
| Datenquelle: Tätigkeitsbericht EnergieVision e. V. 2021. |                                                 |                                                 |                                                 |                                                 |